# ダヒル・マイ・イサング・イカウ
『ダヒル・マイ・イサング・イカウ』（タガログ語: Dahil May Isang Ikaw）は、フィリピンのテレビドラマ。ABS-CBNで2009年8月24日から2010年1月15日まで放送された。

## 登場人物
アンジェラ「エラ」アルフェロス・ラミレス
演：クリスティン・エルモサ
ミゲル・ラミレス
演：ジェリコ・ロサレス
テッサ・ラミレス
演：ローナ・トレンティーノ
ハイメ・アルフェロス
演：ガビー・コンセプシオン
ダニエル・ラミレス
演：ジョン・エストラダ
パトリシア・アラゴン・アルフェロス
演：チン・チン・グティエレス
デニス・メイ・アルフェロス
演：カリル
アルフレッド「レッド」ラミレス
演：シド・ルセロ